# Abagrotis
Abagrotis är ett släkte av fjärilar. Abagrotis ingår i familjen nattflyn.

## Dottertaxa tillAbagrotis, i alfabetisk ordning[1]
- Abagrotis alampeta
- Abagrotis alcandola
- Abagrotis alternata
- Abagrotis alternatella
- Abagrotis apposita
- Abagrotis barnesi
- Abagrotis baueri
- Abagrotis benjamini
- Abagrotis bimarginalis
- Abagrotis crumbi
- Abagrotis cupidissima
- Abagrotis denticulata
- Abagrotis discoidalis
- Abagrotis dodi
- Abagrotis duanca
- Abagrotis erratica
- Abagrotis forbesi
- Abagrotis glenni
- Abagrotis hennei
- Abagrotis kirkwoodi
- Abagrotis mantalini
- Abagrotis minimalis
- Abagrotis mirabilis
- Abagrotis nanalis
- Abagrotis negascia
- Abagrotis nevadensis
- Abagrotis orbis
- Abagrotis orbitis
- Abagrotis ornatus
- Abagrotis placida
- Abagrotis pulchrata
- Abagrotis reedi
- Abagrotis rubricundis
- Abagrotis sambo
- Abagrotis scopeops
- Abagrotis striata
- Abagrotis tecatensis
- Abagrotis totonaca
- Abagrotis trigona
- Abagrotis tristis
- Abagrotis turbulenta
- Abagrotis uniformis
- Abagrotis variata
- Abagrotis varix
- Abagrotis vittifrons